# 西班牙交替单胞菌
西班牙交替单胞菌（学名：Alteromonas hispanica）是交替单胞菌属的下属物种。此物种是一种革兰氏阴性、需氧、运动性、嗜盐、不形成孢子、过氧化氢酶阳性、氧化酶阳性且嗜温的杆状细菌。此物种用单极鞭毛运动。此物种最早从西班牙南部丰特-德彼德拉收集的超咸水样本中分离出来的。